# 1590 Tsiolkovskaja
Az 1590 Tsiolkovskaja (ideiglenes jelöléssel 1933 NA) a Naprendszer kisbolygóövében található aszteroida. Grigorij Neujmin fedezte fel 1933. július 1-én.